# Глаукомно циклична криза
Глаукомно циклична криза или Posner-Schlossman-ov синдром  (акроним ПСС) је болест коју карактерише нагли пораст унутарочног или интраокуларног притиска (ИОП), благе упале зракастог тела (циклитис) и смањена оштрина вида. Због клишеа промена може се класификовати у хипертензивне увеитисе, али због могуће ескавације папиле оптичког нерва (ПОН) и пратећег губитка видног поља, након поновљених напада, болест се може класификовати као секундарни глауком настао као последица упале зракастог тела (циклитиса).
Глаукомно циклична криза се може појавити и у каснијим годинама живота, супротно ранијим тврдњама да се јавља код млађих одраслих особа. Као могући узрок болести јављају се и поремећаји циркулације (хемодинамике), што доводи до исхемије цилијарног тела и циклопатија.
Лечење је локално, али га треба третирати уопштено као поремећај циркулације како би се побољшала хемодинамика цилијарног тела.

## Историја
Овај синдром су први описали Адолф Поснер и Абрахам Шлосман 1948. године, па је у литератури познатој под епонимом Posner–Schlossman syndrome јер је назван по њиховим именима.

## Епидемиологија
Глаукомно циклична криза обично погађа одрасле особе између двадесет и педесет година живота и чешћа је код мушкараца него код жена. После 60 година живот болест се никада не јавља. Што не значи да је не можемо срести у старости, али много ређе.
Једна студија из Финске открила је да је инциденца болести 0,4, а преваленција 1,9 на 100.000.

## Етиологија
Тачна етиологија ПСС је непозната. Од када је први пут описан, предложен је низ неинфективних етиолошких теорија укључујући:
- аутономну дисрегулацију,
- алергију,
- варијације развојног глаукома,
- аутоимуни/ХЛА-Бв54 и
- абнормалност цилијарне васкулатуре.[5]

У почетку, инфективне етиологије нису разматране због епизодичне природе акутних напада.
Недавно су се у медицинској литератури појавиле и инфективне теорије повезане са организмима као што су  H. pylori, Herpes simplex virus, Varicella zoster virus, Cytomegalovirus, B. burgdorferi и други.

## Клиничка слика
Обично се напад појави на једном оку, али некада, наизменично, напад се може појавити на једном па онда на другом оку. Напади се могу понављати у различитим временским интервалима.
Пад вида, који је у виду мутнине или измаглице је често први симптом на који се болесник жали. Уз то постоји и појава дугиних боја око извора светлости. Понекада болесник може имати благ бол, фотофобију и тиштање у оку.
Обољење са оваквом клиничком сликом обично траје око две недеље и пролази без последица. Међутим, карактеристика синдрома је да се понавља у различитим временским интервалима и то из чиста мира, без претходних продрома. Код таквих случајева долази до:
- оштећења папиле видног живца које се манифестује бледилом и екскавацијом.[8][9]

- појава одговарајућих испада у видном пољу,
- промена и у електроретинограму (ЕРГ) већ после првог напада.[10]

## Дијагноза
Прегледом се откривају беличасти ретки преципитати дифузно разбацани по ендотелу рожњаче, који након неколико дана почињу да ишчезавају. Преципитати су ситни, округли, беличасти и никада се не пигментују. 
Спекуларном микроскопијом је откривено да се у околини преципитата смањује густина и број ендотелних ћелија рожњаче.
Интраокуларни притисак (ИОП) може ићи до 60 mmHg, и за њега се сматра да је одговоран за пропадање ендотелних ћелија. На оку се скоро никада не налази цилијарна хиперемија те је око „бело“. 
Хетерохромија дужице је веома ретка а проширена зеница се виђа само онда када је унутарочни или интраокуларни притиска (ИОП) јако повишен. 
У почетку атака постоји едем рожњаче који је и узрок пада вида и појаве дугиних боја при гледању у извор светлости. 
Очна водица је без знакова упале, стакласто тело провидно а налаз на очном дну нормалан код првих напада. 
Гониоскопија, открива се отворен и широк коморни угао са ретко присутним нежним преципитатима. 
Тонометрија показује повећани отпор отицања коморне течности у дренажном систему ока. 

## Терапија
Главни циљ лечења је смањење унутарочног или интраокуларног притиска (ИОП) и смањење запаљења.
Медицикаментна терапија
- Локални стероиди, као што је преднизолон ацетат, могу се користити за смањење увеалне упале.[4]
- Локални или орални нестероидни антиинфламаторни лекови могу се користити да би се избегле компликације изазване стероидима као што је секундарни глауком.[4]
- Аналози простагландина као што су латанопрост или биматопрост, бета-блокатори као што је тимолол, алфа-2 агонисти као што је бримонидин, мускарински агенси као што је пилокарпин, хиперосмотски агенси као што је манитол и инхибитори карбоанхидразе као што су ацетазоламид, метазоламид или дорзоламид су лекови који се користе за смањење унутарочног или интраокуларног притиска (ИОП).[4]

Хируршка терапија
Ако повишени унутарочни или интраокуларни притиска (ИОП) не реагује на медицински третман, могу се размотрити операције глаукома да би се спречио губитак видног поља.

## Извори
1. 1 2  Kass MA, Becker B, Kolker AE (1973). „Glaucomatocyclitic crisis and primary open-angle glaucoma”. Am J Ophthalmol. 75: 688—72..
2. 1 2 3 4  Miloš Jovanović i Dragan Veselinović, Glaukomno ciklitične krize - Posner-Schlossmanov sindrom.  Acta Medica Medianae 2005. Vol. 4
3. ↑  POSNER A; SCHLOSSMAN A (1948). „Syndrome of unilateral recurrent attacks of glaucoma with cyclitic symptoms”. Arch Ophthalmol. 39 (4): 517—8. PMID 18123283. doi:10.1001/archopht.1948.00900020525007..
4. 1 2 3 4 5  „Glaucomatocyclitic Crisis (Posner-Schlossman Syndrome) - EyeWiki”. eyewiki.aao.org. Приступљено 2022-02-21.
5. 1 2 3 4 5  Yanof, Myron; Duker, Jay S. (2019). Ophthalmology (5th изд.). Edinburgh. стр. 776. ISBN 978-0-323-52821-4. OCLC 1051774434.
6. 1 2  Maruyama, Kazuichi; Maruyama, Yuko; Sugita, Sunao; Mori, Kazuhiko; Yokoyama, Yu; Sanuki-Kunimatsu, Shiho; Nakagawa, Hiroko; Kinoshita, Shigeru; Mochizuki, Manabu; Nakazawa, Toru (2017). „Characteristics of cases needing advanced treatment for intractable Posner–Schlossman syndrome”. BMC Ophthalmology. 17 (1): 45. ISSN 1471-2415. PMC 5387341 . PMID 28399831. S2CID 7847644. doi:10.1186/s12886-017-0438-y.
7. ↑  Harrington, J. R. (1999). „Posner-Schlossman syndrome: A case report”. J Am Optom Assoc. 70 (11): 715—23. PMID 10618850..
8. 1 2  Darchuk V, Sampaolesi J, Mato L, Nikoli C, Sampaolesi R. (2001). „Optic nerve head behavior in Posner-Sshlossman syndrome”. Int Ophthalmol. 23: 4—6..
9. ↑  Kontić Đ. Glaukomno-ciklitične krize - PosnerSchlossmanov sindrom, U: Cvetković D, Kontić Đ, Hentova-Senćanić P: Glaukom, Beograd; Zavod za udžbenike i nastavna sredstva: 1996, str.251-3.
10. ↑  Maeda, H.; Nakamura, M.; Negi, A. (2001). „Selective reduction of the S-cone component of the electroretinogram in PosnerSchlossman syndrome”. Eye. 15 (Pt 2): 163—7. PMID 11339583. S2CID 8065272. doi:10.1038/eye.2001.53.
11. ↑  Pillai, C. T.; Dua, H. S.; Azuara-Blanco, A.; Sarhan, A. R. (2000). „Evaluation of corneal endothelium and keratic precipitates by specular microscopy in anterior uveitis”. Br J Ophthalmol. 84 (12): 1367—71. PMC 1723335 . PMID 11090474. doi:10.1136/bjo.84.12.1367..
12. ↑  Setälä, K.; Vannas, A. (1978). „Endothelial cells in the glaukomatocyclitic crisis”. Adv Ophthalmol. 36: 218—24. PMID 566509..

|  | Молимо Вас, обратите пажњу на важно упозорење у вези са темама из области медицине (здравља). |